# Civil szervezet
A civil szervezet olyan társadalmi szervezet, amely nonprofit módon, a kormányzattól függetlenül, önkéntes alapon a közjó javára működik, önszabályozó, intézményesült önszerveződés. Nemzetközi megközelítésben nevezik egyszerűen nem kormányzati szervezeteknek (angolul non-governmental organization, NGO, ejtsd: endzsíou), önkéntes szervezeteknek vagy nonprofit szervezeteknek is őket, de ilyenkor is mögé értik az összes többi, alább részletezett feltételt.

## Kritériumai
Általában konszenzus van a következő feltételek megköveteléséről:
- nem kormányzati szervezetek – nem függnek közvetlenül a kormányzattól, sem jogilag, sem intézményesen nem tagolódnak be az állami szektorba
- önszerveződések – saját akaratból jöttek létre és ez határozza meg működési elveiket is
- nonprofit szervezetek – nem profitcélok vezérlik, az esetleges profitot deklarált céljaikra költik
- intézményesültek – jogi személyek, szervezeti és működési szabályzatuk van, folyamatosan működnek
- önszabályozók – működési szabályaikat maguk alkotják, a közös döntések végrehajtását maguk ellenőrzik
- önkéntesek, öntevékenyek, jótékonyak – ez a tevékenységükre, a vezetésre és a nekik nyújtott adományokra is igaz, legalább egy minimális szinten
- közhasznú szervezetek – közvetlenül vagy közvetve a közjót szolgálják – ehhez nem szükséges formális jogi minősítés

Nem sorolják a civil szervezetek közé:
- a pártokat, amelyek közvetlen célja a kormányzati hatalom megragadása,
- az egyházakat, amelyek hierarchikus szervezetek, tagjaik tevékenységét szervezik
- a szakszervezeteket, amelyek tagjaik érdekeit szolgálják

## Története
Az első ilyen nemzetközi szervezetnek a solferinói csata után létrejött Nemzetközi Vöröskeresztet tekintik (bár mai formájában már nem nem-kormányzati szervezet). Ma már a globális világ minden területén léteznek ilyen szervezetek (környezetvédelem, emberi jogok, humanitárius segélyezés stb.). Az NGO-k működése az egyes országok joghatósága alatt állnak, és nincs nemzetközi jogalanyiságuk. 2014 óta minden év február 27-e a civil szervezetek világnapja.

## Története a magyar jogban
- A polgári törvénykönyvről szóló 1959. évi IV. törvény alapján létrejött alapítvány (ide nem értve a közalapítványt).
- Az egyesülési jogról szóló 1989. évi II. törvény alapján létrejött társadalmi szervezet, szövetség (kivéve a pártot, a munkaadói és munkavállalói érdekképviseleti szervezetet és az egyházat),
- A közhasznú szervezetekről szóló 1997. évi CLVI. törvény a társadalmi haszonnal járó, közérdek előmozdítását felvállaló csoportoknak ad jogi kategóriát.

### Újraszabályozás 2011-ben
A 2011. évi CLXXV. törvény az egyesülési jogról, a közhasznú jogállásról, valamint a civil szervezetek működéséről és támogatásáról vagy informálisan civil törvény nem pontosan a civil szervezetek körét szabályozza, hanem az egyesülési jog alapján létrejött szervezeteket.
- Így hatálya a civil szervezeteken túl kiterjed a pártokra, szakszervezetekre, biztosító egyesületekre, sportegyesületekre, sportszövetségekre, vallási egyesületekre, polgárőr-szervezetekre, nonprofit gazdasági társaságokra, illetve olyan szervezetekre, amelyek létrehozó törvénye ezt előírja (pl. Magyar Tudományos Akadémia).[2] A pártokat és szakszervezeteket ugyanakkor nem szabályozza részletesen, azt külön törvényre hagyja.[3]
- Nem terjed ki viszont hatálya az olyan alapítványokra, amelyek az egyesülési jogon kívül jöttek létre.

A törvény meghatározása szerint civil szervezet
- a civil társaság,
- a Magyarországon nyilvántartásba vett egyesület – a párt, a szakszervezet és a kölcsönös biztosító egyesület kivételével,
- valamint az alapítvány – a közalapítvány és a pártalapítvány kivételével.

## Néhány híresebb nemzetközi NGO
- Lions Clubs International, a Lions Klubok Nemzetközi Szervezete, az ENSZ egyetlen NGO-ként aláíró alapító tagja, melyet a Financial Times a legjobb NGO-nak nevezett meg[5]
- WWF International
- Greenpeace
- Orvosok Határok Nélkül (Médecins Sans Frontières)
- Transparency International
- Amnesty International
- Közép- és Kelet-európai Választási Szakértők Egyesülete (Association of Central and Eastern European Electoral Officials)